# Мужская сборная Турции по хоккею на траве
Мужская сборная Турции по хоккею на траве — мужская сборная по хоккею на траве, представляющая Турцию на международной арене. Управляющим органом сборной выступает Федерация хоккея на траве Турции (тур. Türkiye Hokey Federasyonu, англ. Turkish Hockey Federation).
Сборная занимает (по состоянию на 6 июля 2015) 51-е место в рейтинге Международной федерации хоккея на траве (FIH).

## Результаты выступлений

### Мировая лига
- 2012/13 — 38-45-е место (выбыли в 1-м раунде)
- 2014/15 — выбыли в 1-м раунде

### Чемпионат Европы (III дивизион)
(EuroHockey Nations Challenge III, до 2011 назывался EuroHockey Nations Challenge I)
- 2013 — 7-е место[2]

### Чемпионат Европы (IV дивизион)
(EuroHockey Nations Challenge IV, до 2011 назывался EuroHockey Nations Challenge II)
- 2007 — [3]
- 2011 — [4]